# Saison 3 de Bobino
Cet article concerne la saison 3 de la série télévisée québécoise Bobino.
Bobino réapparaît avec sa série et son propre nom distinct de La Boîte à Surprise pour la saison 1959-1960. 
Guy Sanche joue le rôle de Bobino. Michel Cailloux rédige les textes de l’émission.
L'émission est diffusée à 16 h.

## Saison 3 (1959 - 1960)
| no | Description | Date de diffusion         |
| -- | --- | ------------------------- |
| 1  | Bobino raconte une histoire de son ancêtre Bobino-Roscope.                                                                                            | lundi 30 novembre 1959    |
| 2  | Aujourd’hui : « Bobino-de-la-lune ». | mercredi 2 décembre 1959  |
| 3  | Bobino-Roscope découvre une mine de sel en Russie. | jeudi 3 décembre 1959     |
| 4  | Les aventures de Don Pedro Bobino combattant un taureau en Espagne.                                                                                   | vendredi 4 décembre 1959  |
| 5  | Bobino raconte à Camério son voyage à New York. – Souhaits d’anniversaire.                                                                            | lundi 14 décembre 1959    |
| 6  | Bobino raconte l’histoire de lord Bobino, l’inventeur de la poudre d’escampette.                                                                      | mardi 15 décembre 1959    |
| 7  | Bobino raconte l’histoire de Bobino le mutin. | mercredi 16 décembre 1959 |
| 8  | Bobino raconte la fable de La Fontaine : « Le Lièvre et la tortue ».                                                                                  | jeudi 17 décembre 1959    |
| 9  | Bobino raconte un épisode de la vie de Bobino la nain.                                                                                                | vendredi 18 décembre 1959 |
| 10 | Bobino prépare les enfants à la fête de Noël : il raconte l’histoire de Bobino-Roscope.                                                               | lundi 21 décembre 1959    |
| 11 | Bobino explique aux tout petits comment fabriquer une étoile : l’étoile de Bethléem.                                                                  | mardi 22 décembre 1959    |
| 12 | Bobino raconte l’histoire de lord Bobino. | mercredi 23 décembre 1959 |
| 13 | Bobino commente un jeu sur les personnages de la crèche de Noël.                                                                                      | jeudi 24 décembre 1959    |
| 14 | Bobino explique l’écriture égyptienne. | lundi 28 décembre 1959    |
| 15 | Bobino raconte l’histoire d’Ali-Bobino. | mardi 29 décembre 1959    |
| 16 | Bobino et le bonhomme de neige. | mercredi 30 décembre 1959 |
| 17 | Bobino parle du microscope. | jeudi 31 décembre 1959    |
| 18 | Bobino raconte l’histoire de lord Bobino. | vendredi 1er janvier 1960 |
| 19 | Bobino parle de la peinture chez les Grecs. | lundi 4 janvier 1960      |
| 20 | Bobino raconte l’histoire de Bobino-le-nain. | mardi 5 janvier 1960      |
| 21 | Bobino reçoit une lettre de sa petite sœur Bobinette. Première mention de l’existence de Bobinette, la sœur de Bobino dans La Semaine à Radio-Canada. | jeudi 7 janvier 1960      |
| 22 | Bobino trouve dans l’armoire aux souvenirs toutes sortes de chapeaux.                                                                                 | vendredi 8 janvier 1960   |
| 23 | Bobino écrit une lettre à Bobinette. | mardi 12 janvier 1960     |
| 24 | Bobino raconte une histoire de labyrinthe. | mercredi 13 janvier 1960  |
| 25 | Une distraction de Bobino-de-la-Lune ! | vendredi 15 janvier 1960  |
| 26 | Bobino parle des sous-marins. | mardi 2 février 1960      |
| 27 | Bobino raconte une histoire de Bobino-le-nain. | mardi 3 février 1960      |
| 28 | Bobino parle du beau travail des pompiers. | jeudi 4 février 1960      |
| 29 | Bobino raconte une histoire de Bobino-Roscope. | vendredi 5 février 1960   |
| 30 | Bobino raconte une histoire tirée du roman de Renart.                                                                                                 | lundi 8 février 1960      |
| 31 | Une histoire de lord Bobino. | mardi 9 février 1960      |
| 32 | Bobino nous parle de la Hollande. | mercredi 10 février 1960  |
| 33 | Bobino explique le fonctionnement d’un radar. | jeudi 11 février 1960     |
| 34 | Une histoire de lord Bobino. | vendredi 12 février 1960  |
| 35 | Présentation d’un enfant gagnant du dernier concours de dessin.                                                                                       | lundi 15 février 1960     |
| 36 | Bobino reçoit une lettre de sa sœur Bobinette. | mercredi 17 février 1960  |
| 37 | Bobino explique la provenance du caoutchouc. | jeudi 18 février 1960     |
| 38 | Bobino raconte une aventure de Don Pedro Bobino. | vendredi 19 février 1960  |
| 39 | Présentation d’un enfant gagnant du dernier concours de dessin.                                                                                       | lundi 22 février 1960     |
| 40 | La Légende de Bobino de la lune. | mardi 23 février 1960     |
| 41 | Le concours : dessiner une cloche de plongeur au fond de l’eau.                                                                                       | mercredi 24 février 1960  |
| 42 | Résultats du concours de dessin. | vendredi 26 février 1960  |
| 43 | Souhaits d’anniversaires ; quelques mots sur les anniversaires qui tombent le 29 février. Présentation d’un enfant gagnant d’un concours de dessin.   | lundi 29 février 1960     |
| 44 | Une scène de Lord Bobino jouant à Guillaume Tell. | mercredi 2 mars 1960      |
| 45 | Bobino raconte une aventure arrivée à son ancêtre Bobino-de-la-Lune.                                                                                  | jeudi 3 mars 1960         |
| 46 | Bobino raconte une histoire de Bobino-Roscope. – Cette semaine on dessine des poissons, soit autour d’une baleine, soit dans un aquarium.             | mercredi 9 mars 1960      |
| 47 | Aujourd’hui : dessiner ce que l’on voit de sa fenêtre.                                                                                                | mercredi 23 mars 1960     |
| 48 | Le concours : dessiner des bateaux. | mardi 29 mars 1960        |
| 49 | Bobino est occupé à assembler des morceaux de carton pour faire un bateau qui illustrera une aventure de Bobino-Roscope.                              | mardi 5 avril 1960        |
| 50 | Bobino est plongé dans son courrier : il découvre un paquet en provenance de France et reconnaît l’écriture de Bobinette.                             | mercredi 6 avril 1960     |
| 51 | Bobino montre à Camério une catapulte romaine qu’il vient de construite.                                                                              | jeudi 7 avril 1960        |
| 52 | Bobino dessine un animal au tableau et Camério devra deviner ce que c’est.                                                                            | vendredi 8 avril 1960     |
| 53 | Nouveau concours de dessin : des poussins. | lundi 11 avril 1960       |
| 54 | Bobino reçoit un cadeau de Gustave. | mardi 12 avril 1960       |
| 55 | C’est Bobinette cette fois, qui offre un cadeau à Bobino.                                                                                             | mercredi 13 avril 1960    |
| 56 | Bobino envoie ses cloches à Rome. | jeudi 14 avril 1960       |
| 57 | Bobino peint ses œufs pour Pâques. | vendredi 15 avril 1960    |
| 58 | Gustave est allé chercher un colis aux douanes. | lundi 25 avril 1960       |
| 59 | Bobino est absorbé par la lecture des aventures de lord Bobino.                                                                                       | mardi 26 avril 1960       |
| 60 | Bobino cherche partout son petit éléphant en peluche.                                                                                                 | mercredi 27 avril 1960    |
| 61 | Bobino et Gustave partent pour la fin de semaine à la campagne.                                                                                       | vendredi 29 avril 1960    |
| 62 | Bobino est de retour d’une fin de semaine à la campagne et rapporte un pot contenant des fleurs.                                                      | lundi 2 mai 1960          |
| 63 | Bobino raconte la fable de La Fontaine : « La grenouille qui voulait se faire aussi grosse que le bœuf ». Le dessin : l’éléphant de Bobino.           | mardi 3 mai 1960          |
| 64 | Bobino reçoit d’Ali Bobino un tapis volant. | jeudi 5 mai 1960          |
| 65 | Bobino a découvert une petite souris blanche dans la salle aux trésors de la famille.                                                                 | vendredi 6 mai 1960       |
| 66 | Bobino a l’intention de faire un concours de bulles de savon avec Gustave.                                                                            | lundi 9 mai 1960          |
| 67 | Bobino raconte l’histoire d’un ours qui fut puni de sa gourmandise.                                                                                   | mardi 10 mai 1960         |
| 68 | Bobinette a envoyé un lapin angora à Bobino. | mercredi 11 mai 1960      |
| 69 | Bobino se cherche un emploi à l’étranger durant les mois de vacances.                                                                                 | le lundi 16 mai 1960      |
| 70 | Bobino s’inscrit dans une école d’entraînement pour parachutistes. Concours de dessin : un lapin.                                                     | mardi 17 mai 1960         |
| 71 | Bobino étudie les astres au moyen de son télescope. Le dessin : paysages lunaires.                                                                    | mercredi 18 mai 1960      |
| 72 | Bobino au Cap Canaveral. | jeudi 19 mai 1960         |
| 73 | Bobino joue avec Gustave aux hommes préhistoriques.                                                                                                   | jeudi 26 mai 1960         |
| 74 | Bobino fait de la pâtisserie. | vendredi 27 mai 1960      |
| 75 | Concours entre Bobino et Gustave. Jeux de la toupie.                                                                                                  | lundi 30 mai 1960         |
| 76 | Bobino est pourchassé par une abeille qui l’a pris en affection alors qu’il visitait la ruche de Gustave.                                             | mardi 31 mai 1960         |
| 77 | Bobino prend son livre d’histoire pour raconter une aventure de Bobino le nain.                                                                       | mercredi 1er juin 1960    |
| 78 | Bobino à la recherche d’un trésor. | jeudi 2 juin 1960         |
| 79 | Bobino jour un tour à Gustave. | vendredi 3 juin 1960      |
| 80 | Bobino et Camério s’amusent à chasser les poissons comme le font les indigènes des bords de l’Amazonie.                                               | lundi 6 juin 1960         |
| 81 | Bobino construit une grille de bois pour se protéger et être à l’abri car Gustave amènera un loup en studio.                                          | mardi 7 juin 1960         |
| 82 | Aujourd’hui la Saint-Médard; s’il pleut à la Saint-Médard, il pleuvra pendant quarante jours, Bobino et Camério ne sont pas d’accord.                 | mercredi 8 juin 1960      |
| 83 | Bobino et Gustave joueront aux détectives. | jeudi 9 juin 1960         |
| 84 | Bobino et Gustave jouent une partie de quilles. | vendredi 10 juin 1960     |
| 85 | Bobino donne une leçon de circulation à Gustave. | lundi 13 juin 1960        |
| 86 | Les prix sont remis aux gagnants qui ont été fidèles à prendre part aux concours de dessins pendant l’année. Dernier épisode de la saison.            | vendredi 17 juin 1960     |

Source :  La Semaine à Radio-Canada - horaire de la télévision